# Pilton (Rutland)
Pilton – wieś w Anglii, w hrabstwie Rutland. Leży 9 km na południowy wschód od miasta Oakham i 129 km na północ od Londynu. W 2001 miejscowość liczyła 39 mieszkańców.